# Lijst van titeldiaconieën
Hieronder volgt een lijst van titeldiaconieën in Rome, met een overzicht van de huidige tituli (kardinaal-diakens).
| Nr. | Naam                                                           | Afbeelding | Titulus                          | Titeldiakonie sinds | opmerkingen                                                                                         |
| --- | -------------------------------------------------------------- | ---------- | -------------------------------- | ------------------- | --------------------------------------------------------------------------------------------------- |
| 1   | Sant'Agata dei Goti                                            |            | Raymond Leo Burke                | 800                 | sinds 3 mei 2021 titelkerk pro hac vice                                                             |
| 2   | Sant'Agnese in Agone                                           |            | Gerhard Ludwig Müller            | 21 februari 1998    | sinds 1 juli 2024 titelkerk pro hac vice                                                            |
| 3   | Santi Angeli Custodi a Città Giardino                          |            | vacant sinds 5 maart 2022        | 5 februari 1965     | |
| 4   | Sant'Angelo in Pescheria                                       |            | vacant sinds 30 juni 2025        | 1 juni 755          | |
| 5   | Annunciazione della Beata Vergine Maria a Via Ardeatina        |            | Domenico Calcagno                | 5 februari 1965     | sinds 4 maart 2022 titelkerk pro hac vice                                                           |
| 6   | Sant’Anselmo all’Aventino                                      |            | Lorenzo Baldisseri               | 25 mei 1985         | sinds 1 juli 2024 titelkerk pro hac vice                                                            |
| 7   | Sant’Antonio di Padova a Circonvallazione Appia                |            | vacant sinds 26 maart 2023       | 18 februari 2012    | |
| 8   | Sant'Apollinare alle Terme Neroniane-Alessandrine              |            | Raniero Cantalamessa O.F.M. Cap. | 26 mei 1929         | eerder al titeldiakonie tussen 1517 en 1587                                                         |
| 9   | San Benedetto fuori Porta San Paolo                            |            | vacant sinds 29 augustus 2019    | 28 juni 1988        | |
| 10  | Santi Biagio e Carlo ai Catinari                               |            | Leonardo Sandri                  | 2 december 1959     | sinds 19 mei 2018 titelkerk pro hac vice                                                            |
| 11  | San Cesareo in Palatio                                         |            | Antonio Maria Vegliò             | 1600                | sinds 4 maart 2022 titelkerk pro hac vice                                                           |
| 12  | Santi Cosma e Damiano                                          |            | Mario Grech                      | 800                 | |
| 13  | Sacro Cuore di Cristo Re                                       |            | Stanisław Ryłko                  | 5 februari 1965     | sinds 19 mei 2018 titelkerk pro hac vice                                                            |
| 14  | Sacro Cuore di Gesù a Castro Pretorio                          |            | Giuseppe Versaldi                | 5 februari 1965     | sinds 4 maart 2022 titelkerk pro hac vice                                                           |
| 15  | Dio Padre Misericordioso                                       |            | Crescenzio Sepe                  | 21 februari 2001    | sinds 20 mei 2006 titelkerk pro hac vice                                                            |
| 16  | San Domenico di Guzman                                         |            | Manuel Monteiro de Castro        | 18 februari 2012    | sinds 4 maart 2022 titelkerk pro hac vice                                                           |
| 17  | Santi Domenico e Sisto                                         |            | José Tolentino Mendonça          | 21 oktober 2003     | |
| 18  | Sant'Elena fuori Porta Prenestina                              |            | João Braz de Aviz                | 25 mei 1985         | sinds 4 maart 2022 titelkerk pro hac vice                                                           |
| 19  | Sant'Eugenio                                                   |            | Julian Herranz Casado            | 12 maart 1960       | sinds 12 juni 2014 titelkerk pro hac vice                                                           |
| 20  | Sant'Eustachio                                                 |            | Rolandas Makrickas               | 600                 | |
| 21  | San Filippo Neri in Eurosia                                    |            | vacant sinds 22 april 2017       | 7 juni 1967         | |
| 22  | San Francesco di Paola ai Monti                                |            | Renato Raffaele Martino          | 7 juni 1967         | |
| 23  | San Francesco Saverio alla Garbatella                          |            | Franc Rode CM                    | 21 februari 2001    | sinds 20 juni 2016 titelkerk pro hac vice                                                           |
| 24  | Gesù Buon Pastore alla Montagnola                              |            | Lazarus You Heung-sik            | 25 mei 1985         | |
| 25  | San Giorgio in Velabro                                         |            | Gianfranco Ravasi                | 590                 | sinds 3 mei 2021 titelkerk pro hac vice                                                             |
| 26  | San Giovanni Bosco in via Tuscolana                            |            | Robert Sarah                     | 5 februari 1965     | sinds 3 mei 2021 titelkerk pro hac vice                                                             |
| 27  | San Giovanni della Pigna                                       |            | Raffaele Farina SDB              | 25 mei 1985         | sinds 19 mei 2018 titelkerk pro hac vice                                                            |
| 28  | San Girolamo della Carità                                      |            | vacant sinds 25 november 2024    | 5 februari 1965     | |
| 29  | San Giuliano dei Fiamminghi                                    |            | Walter Brandmüller               | 26 februari 1994    | sinds 3 mei 2021 titelkerk pro hac vice                                                             |
| 30  | San Giuliano Martire                                           |            | Kevin Farrell                    | 18 februari 2012    | |
| 31  | San Giuseppe dei Falegnami                                     |            | Francesco Coccopalmerio          | 18 februari 2012    | sinds 4 maart 2022 titelkerk pro hac vice                                                           |
| 32  | San Giuseppe in via Trionfale                                  |            | vacant sinds 17 december 2022    | 7 juni 1967         | |
| 33  | Sant’Ignazio di Loyola a Campo Marzio                          |            | Luis Ladaria Ferrer S.J.         | 28 juni 1991        | |
| 34  | San Lino                                                       |            | Giovanni Angelo Becciu           | 24 november 2007    | |
| 35  | San Lorenzo in Piscibus                                        |            | vacant sinds 15 maart 2024       | 24 november 2007    | |
| 36  | Santa Lucia del Gonfalone                                      |            | Aquilino Bocos Merino            | 21 oktober 2003     | |
| 37  | Santa Maria Ausiliatrice in Via Tuscolana                      |            | vacant sinds 13 juli 2019        | 7 juni 1967         | |
| 38  | Santa Maria del Divino Amore a Castel di Leva                  |            | Enrico Feroci                    | 28 november 2020    | |
| 39  | Santa Maria della Mercede e Sant'Adriano a Villa Albani        |            | Fernando Vérgez Alzaga L.C.      | 7 juni 1967         | |
| 40  | Santa Maria della Scala                                        |            | Ernest Simoni                    | 14 januari 1664     | |
| 41  | Santa Maria delle Grazie alle Fornaci fuori Porta Cavalleggeri |            | Mario Zenari                     | 25 mei 1985         | |
| 42  | Santa Maria Goretti                                            |            | vacant sinds 30 december 2019    | 18 februari 2012    | |
| 43  | Santa Maria Immacolata all’Esquilino                           |            | Konrad Krajewski                 | 28 juni 2018        | |
| 44  | Santa Maria in Aquiro                                          |            | vacant sinds 31 december 2024    | 678                 | |
| 45  | Santa Maria in Cosmedin                                        |            | vacant sinds 26 juni 1967        | 750                 | |
| 46  | Santa Maria in Domnica                                         |            | Marcello Semeraro                | 800                 | |
| 47  | Santa Maria in Portico                                         |            | Michael Fitzgerald P.A.          | 590                 | |
| 48  | Santa Maria in Via Lata                                        |            | Fortunato Frezza                 | 250                 | |
| 49  | Santa Maria Liberatrice a Monte Testaccio                      |            | Giovanni Lajolo                  | 5 februari 1965     | sinds 19 mei 2018 titelkerk pro hac vice                                                            |
| 50  | Santa Maria Odigitria dei Siciliani                            |            | Paolo Romeo                      | 12 februari 1973    | sinds 20 november 2010 titelkerk pro hac vice                                                       |
| 51  | San Michele Arcangelo                                          |            | Michael Czerny S.J.              | 5 februari 1965     | |
| 52  | San Nicola in Carcere                                          |            | Silvano Maria Tomasi CS          | 731                 | |
| 53  | Santissimo Nome di Gesù                                        |            | Gianfranco Ghirlanda S.J.        | 5 februari 1965     | |
| 54  | Santissimi Nomi di Gesù e Maria in via Lata                    |            | vacant sinds 16 februari 2022    | 7 juni 1967         | |
| 55  | Santissimo Nome di Maria al Foro Traiano                       |            | Mauro Gambetti O.F.M. Conv.      | 29 april 1969       | |
| 56  | Nostra Signora del Sacro Cuore                                 |            | Kurt Koch                        | 5 februari 1965     | sinds 3 mei 2021 titelkerk pro hac vice                                                             |
| 57  | Nostra Signora di Coromoto in San Giovanni di Dio              |            | Fernando Filoni                  | 25 mei 1985         | |
| 58  | Ognissanti in Via Appia Nuova                                  |            | Walter Kasper                    | 29 april 1969       | sinds 22 februari 2011 titelkerk pro hac vice                                                       |
| 59  | San Paolo alla Regola                                          |            | Francesco Monterisi              | 25 januari 1946     | sinds 3 mei 2021 titelkerk pro hac vice                                                             |
| 60  | San Paolo alle Tre Fontane                                     |            | Mauro Piacenza                   | 20 november 2010    | sinds 3 mei 2021 titelkerk pro hac vice                                                             |
| 61  | San Pier Damiani ai Monti di San Paolo                         |            | Agostino Vallini                 | 5 maart 1973        | sinds 24 februari 2009 titelkerk pro hac vice                                                       |
| 62  | San Pio V a Villa Carpegna                                     |            | James Michael Harvey             | 5 maart 1973        | sinds 1 juli 2024 titelkerk pro hac vice                                                            |
| 63  | San Ponziano                                                   |            | Santos Abril y Castelló          | 24 november 2007    | sinds 4 maart 2022 titelkerk pro hac vice                                                           |
| 64  | San Saba                                                       |            | Arthur Roche                     | 2 december 1959     | |
| 65  | San Salvatore in Lauro                                         |            | Angelo Comastri                  | 24 november 2007    | als titeldiaconie in gebruik genomen voormalige titelkerk; sinds 19 mei 2018 titelkerk pro hac vice |
| 66  | San Sebastiano al Palatino                                     |            | Edwin Frederick O'Brien          | 5 maart 1973        | sinds 4 maart 2022 titelkerk pro hac vice                                                           |
| 67  | Santo Spirito in Sassia                                        |            | Dominique Mamberti               | 28 juni 1991        | |
| 68  | Santi Urbano e Lorenzo a Prima Porta                           |            | Víctor Manuel Fernández          | 26 november 1994    | |
| 69  | Santi Vito, Modesto e Crescenzia                               |            | Giuseppe Bertello                | 1 april 2009        | sinds 4 maart 2022 titelkerk pro hac vice                                                           |